# 渤海語
渤海語（ぼっかいご）は、渤海で使用されていた言語のことである。

## 概要
渤海では、高句麗語と靺鞨語が混用され、やがて一つの渤海語が形成され、渤海の滅亡とともに衰退し、遅くても12世紀から13世紀には消滅したという説が存在している。
渤海語研究では資料的な制約のため詳細については不明である。僅かながら『新唐書』に渤海語と思われる単語が収録されている程度のものである。
『新唐書』渤海伝によると渤海語では、王を「可毒夫」「聖主」「基下」といい、王の命令を「教」といった。なお、「可毒夫」を『冊府元亀』巻962は「可毒大」、『五代会要』巻30は「可毒失」につくる。

俗謂王曰「可毒夫」，曰「聖王」，曰「基下」。其命爲「教」。（『新唐書』渤海伝）

俗称では王（を名付けて）可毒夫、あるいは聖主、あるいは基下といった。（王の）命令を教という。

アレクセイ・オクラドニコフの弟子の極東連邦大学のエ・ヴェ・シャフクノフ（英語: Ernst Vladimirovich Shavkunov、ロシア語: Эрнст Владимирович Шавкунов）の研究によれば、渤海語で王をいう「可毒夫」はおそらくツングース系満洲語の「卡達拉」（満洲語: ᡴᠠᡩᠠᠯᠠ᠊、kadala-、カダラ：管理するの意）やツングース系ナナイ語の「凱泰」（カイタイ）と関係があり、その本来の意味は年長の管理者の意味であろうという。また、渤海人と靺鞨人の名前の最後に「蒙」の字がついていることがあるが（烏借芝蒙、己珎蒙、慕思蒙など）、これは靺鞨語の重要な膠着語尾の一つを示しており、ツングース系民族は氏族を「木昆 (満洲語: ᠮᡠᡴᡡᠨ、 転写：mukūn)」「謀克」と称しているが、「蒙」の音が「木」や「謀」の音と近いことを考えると、この「蒙」の音はその人が属する氏族を表す音節であろうと推測できると述べている。
810年5月、帰国を目前にした渤海使の一員であった首領の高多仏が使節団から一人離脱して、越前国にとどまり、いわば亡命した。その後、高多仏は越中国に移されて、史生の羽栗馬長と習語生らに渤海語を教習した。言語と密接な関係にあるのが民族であるが、渤海は粟末靺鞨や白山靺鞨などを糾合して樹立された多民族国家であり、粟末靺鞨や白山靺鞨の前身ともいうべき挹婁や勿吉について、『魏志』東夷伝挹婁条は「その人の形夫余に似る。言語、夫余、句麗と同じからず」とあり、『北史』勿吉伝は「勿吉国は高句麗の北にあり。一に靺鞨と曰う。…言語、独り異なる」とあり、靺鞨の言語は周辺諸民族ときわだって異なっていた。さらに、渤海は領域拡大過程において、越喜靺鞨、鉄利靺鞨、払涅靺鞨などの北方靺鞨諸部族を征服・内包しており、靺鞨語とはいえ、地域や伝統によって多様な差異・方言がある多重言語世界であり、以上の理解から、高多仏が在地首長である首領であることから、高多仏が教習した渤海語とは、こうした靺鞨語とみられる。
渤海語で王をいう「可毒夫」を「仏陀の対音であろう」と説く学者もいるが（稲葉岩吉『増訂満州発達史』）、いずれにしても、可毒夫と呼ぶ用語が朝鮮についての歴史文献である『旧唐書』『新唐書』高句麗伝、百済伝、新羅伝にみられないことは事実であり、渤海人の出自が高句麗人ではなかった反証という指摘がある。
表記文字としては当時の東アジアで一般的であった漢字を利用していたものと考えられている。
ロシア史学会では考古学資料から渤海独自の文字が存在したという研究もあるが、現時点で一般的に認知されているものではない。
アレキサンダー・ボビンは2012年の論文において、漢字の範疇に入らない文字があり、その中には女真文字と共通・類似するものがあると指摘しており、仮説として、「女真文字が渤海文字から発展した」と提示しているが、疑問点もあるとされる。

## 関連事項
- 高句麗語
- 扶余語族
- 靺鞨語